# David Fanning (musicologue)
Pour les articles homonymes, voir Fanning (homonymie) et David Fanning.
David John Fanning, né le 5 mars 1955 est un musicologue et pianiste britannique, enseignant à l'université de Manchester. Il est spécialiste de la musique de Dmitri Chostakovitch, de Carl Nielsen et plus généralement de la musique soviétique et scandinave. Il est l'auteur et l'éditeur d'un certain nombre de livres, dont un en collaboration avec sa femme, Michelle Assay, consacré à Mieczysław Weinberg. Il est également rédacteur en chef de la revue Carl Nielsen Studies.

## Biographie
David Fanning reçoit une formation à la fois académique et artistique dans le cadre d'un programme collaboratif de l'université de Manchester et du Royal Northern College of Music.
Il mène par la suite une carrière d'universitaire, d'interprète et de critique. Parmi ses publications, une étude du huitième quatuor à cordes de Chostakovitch et une édition en cinq volumes des airs d'opéras russes. Il est éditeur correspondant pour l'édition Carl Nielsen à la Bibliothèque royale de Copenhague, auteur d'une édition critique de la musique pour piano de Nielsen et d'une étude historique de la musique symphonique en Union soviétique.
David Fanning s'est produit régulièrement pendant 25 ans en musique de chambre, d’abord avec le Quatuor Lindsay, alors en résidence à l'université de Manchester, puis avec son successeur, le Quatuor Danel. En tant que soliste, il a notamment interprété la version de 1808 du quatrième concerto pour piano de Beethoven[réf. souhaitée].
Il est également critique musical au Daily Telegraph, au magazine Gramophone et à la BBC Radio 3 et conférencier.

## Principales publications
- The Breath of the Symphonist: Shostakovich's Tenth (London, 1988)  (ISBN 978-0-947854-03-4)
- Expressionism Reassessed, ed. (Manchester, 1994)
- Shostakovich Studies, ed. (Cambridge, 1995)   (ISBN 0-521-45239-2)
- Nielsen Symphony No. 5 (Cambridge, 1997)  (ISBN 0-521-44632-5)
- Nielsen Aladdin - critical edition (Copenhagen, 2000)
- Shostakovich: String Quartet No. 8 (Aldershot, 2004)  (ISBN 0-7546-0699-6)
- Nielsen Piano Works - critical edition (Copenhagen, 2006)
- The Cambridge Companion to Shostakovich (Cambridge, 2008)  (ISBN 978-0-521-60315-7)
- Mieczyslaw Weinberg: In search of freedom (Hofheim, 2010)  (ISBN 978-3-936000-91-7)
- Carl Nielsen: Selected Letters and Diaries (Copenhagen, 2017)  (ISBN 978-87-635-4596-9)

## Liens
- Ressources relatives à la musique :   - International Music Score Library Project
  - Discogs
  - MusicBrainz
  - Songkick
- Notices d'autorité :   - VIAF
  - ISNI
  - BnF (données)
  - IdRef
  - LCCN
  - Pays-Bas
  - Pologne
  - Israël
  - NUKAT
  - Catalogne
  - Tchéquie
  - Lettonie
  - WorldCat